# Амброзія (міфологія)

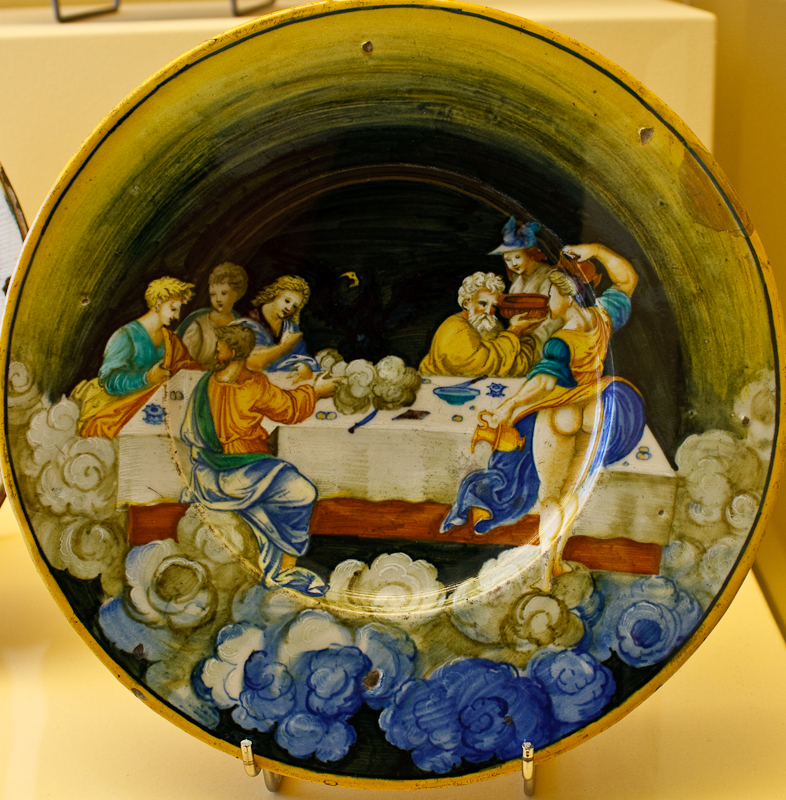
Їжа богів на Олімпі (1530), майоліка.

Амброзія, також амбросія, амвросія (грец. Αμβροσία — та, що дарує безсмертя, божественна) — у давньогрецькій міфології їжа олімпійських богів, що дарувала їм безсмертя й вічну молодість. Цю їжу богам на Олімпі приносили голуби, а на бенкетах подавали Геба або Ганімед. Іноді амбросію діставали й смертні, які користувалися надзвичайною ласкою богів (Геракл).
Іноді античні автори називали їжею богів нектар, а напоєм — амброзію.
Амброзія — запашна мазь, яка робила богів гарними й вічно молодими. Зевс натирав нею своє волосся.
Переносно амбросією називають дуже смачну страву чи напій.

## Етимологія
Концепція безсмертного напою присутня щонайменше в двох древніх індоєвропейських мовах: грецькій і санскриті. Грецьке слово ἀμβροσία (ambrosia) семантично пов'язане з санскритським अमृत (amrta), оскільки обидва слова означають напій або їжу, яку боги використовують задля безсмертя. Ці два слова імовірно походять від однієї індоєвропейської форми *ṇ-mṛ-tós, «не-вмирущий». Семантично подібна етимологія існує для нектару, напою богів (грецьке: νέκταρ nektar), яке, як вважається, складається з праіндоєвропейських коренів *nek-, «смерть», і-*tar, «подолання».